# 황미희
황미희(黄美姫, 1982년 2월 14일(음력 1월 21일) ~ )는 대한민국의 레이싱 모델이자 방송인이다.

## 활동 사항
- 2010년 지스타 블리자드 모델
- 2011년 지스타 세가 모델
- 2011년 ~ 2012년 서울모터쇼 인피니티 레이싱모델
- 2012년 지스타 컴투스 모델
- 2013년 서울모터쇼 어울림모터스 레이싱모델

## 수상
- 2010년 CJ 오 슈퍼레이스 어워드 공로상
- 2011년 제6회 아시아 모델 페스티벌 어워즈 레이싱모델 인기상